# Penisa lichenostola
Penisa lichenostola là một loài bướm đêm trong họ Noctuidae.